# Two Tribes (single)
Two Tribes is de tweede single van Frankie Goes to Hollywood van het album Welcome to the Pleasuredome uit 1984.
De titel komt uit de film Mad Max 2. De single kwam uit ten tijde van de Koude Oorlog, dit komt terug in de muziek. Een Amerikaanse funk-lijn (gespeeld op synthesizers) en een Russische melodielijn (gearrangeerd voor strijkers) staan symbool voor de "twee stammen". Het is een anti-oorlogslied en illustreert de angsten voor een nucleaire oorlog. Het nummer werd op 4 juni 1984 op single uitgebracht.

## Videoclip
De videoclip is geproduceerd en geregisseerd door Godley & Creme. Het toont een worstelwedstrijd tussen de toenmalige staatshoofden Ronald Reagan en Konstantin Tsjernenko, die eindigt in totale vernietiging. De twee worden aangemoedigd door toeschouwers die symbool staan voor overige wereldleiders. De leden van Frankie Goes to Hollywood verschijnen in de videoclip als journalisten, Holly Johnson als commentator. De zin "Surely sex and horror are the new Gods in this world of so called entertainment." komt uit de film Cover Girl Killer.
In Nederland werd de videoclip destijds op televisie uitgezonden door de popprogramma's AVRO's Toppop, Countdown van Veronica met Veronica Hilversum 3 dj Adam Curry en TROS Popformule met TROS Hilversum 3 dj Erik de Zwart.

## Achtergrond
De plaat werd wereldwijd een enorme hit en bereikte in thuisland het Verenigd Koninkrijk de nummer 1-positie in de UK Singles Chart. Ook in Ierland, Duitsland, Griekenland en Nieuw-Zeeland werd de nummer 1-positie bereikt. In Australië werd de 4e positie bereikt en in Canada de 9e. In de Verenigde Staten werd slechts een bescheiden 43e positie bereikt in de Billboard Hot 100.
In Nederland werd de plaat veel gedraaid op Hilversum 3 en werd een gigantische hit in de destijds drie hitlijsten op de nationale popzender. De plaat bereikte de nummer 1-positie in zowel de Nederlandse Top 40, Nationale Hitparade als de TROS Top 50. Ook in de Europese hitlijst op Hilversum 3, de TROS Europarade, werd de nummer 1-positie bereikt.
In België bereikte de plaat eveneens de nummer 1-positie in zowel de Vlaamse Ultratop 50 als de Vlaamse Radio 2 Top 30.

## Varia
De Russische band Little Big deed de videoclip in 2015 dunnetjes over in de videoclip bij het nummer "Kind inside, hard outside", maar dan met een vechtende Poetin en Obama.

## Hitnoteringen

### Nederlandse Top 40
| Hitnotering: 23-06-1984 t/m 22-09-1984 | Hitnotering: 23-06-1984 t/m 22-09-1984 | Hitnotering: 23-06-1984 t/m 22-09-1984 | Hitnotering: 23-06-1984 t/m 22-09-1984 | Hitnotering: 23-06-1984 t/m 22-09-1984 | Hitnotering: 23-06-1984 t/m 22-09-1984 | Hitnotering: 23-06-1984 t/m 22-09-1984 | Hitnotering: 23-06-1984 t/m 22-09-1984 | Hitnotering: 23-06-1984 t/m 22-09-1984 | Hitnotering: 23-06-1984 t/m 22-09-1984 | Hitnotering: 23-06-1984 t/m 22-09-1984 | Hitnotering: 23-06-1984 t/m 22-09-1984 | Hitnotering: 23-06-1984 t/m 22-09-1984 | Hitnotering: 23-06-1984 t/m 22-09-1984 | Hitnotering: 23-06-1984 t/m 22-09-1984 | Hitnotering: 23-06-1984 t/m 22-09-1984 |
| Week                                   | 1                                      | 2                                      | 3                                      | 4                                      | 5                                      | 6                                      | 7                                      | 8                                      | 9                                      | 10                                     | 11                                     | 12                                     | 13                                     | 14                                     |                                        |
| -------------------------------------- | -------------------------------------- | -------------------------------------- | -------------------------------------- | -------------------------------------- | -------------------------------------- | -------------------------------------- | -------------------------------------- | -------------------------------------- | -------------------------------------- | -------------------------------------- | -------------------------------------- | -------------------------------------- | -------------------------------------- | -------------------------------------- | -------------------------------------- |
| Nummer                                 | 37                                     | 22                                     | 13                                     | 6                                      | 4                                      | 2                                      | 1                                      | 1                                      | 1                                      | 2                                      | 4                                      | 9                                      | 16                                     | 40                                     | uit                                    |

### Nationale Hitparade
| Hitnotering: 23-06-1984 t/m 29-09-1984 | Hitnotering: 23-06-1984 t/m 29-09-1984 | Hitnotering: 23-06-1984 t/m 29-09-1984 | Hitnotering: 23-06-1984 t/m 29-09-1984 | Hitnotering: 23-06-1984 t/m 29-09-1984 | Hitnotering: 23-06-1984 t/m 29-09-1984 | Hitnotering: 23-06-1984 t/m 29-09-1984 | Hitnotering: 23-06-1984 t/m 29-09-1984 | Hitnotering: 23-06-1984 t/m 29-09-1984 | Hitnotering: 23-06-1984 t/m 29-09-1984 | Hitnotering: 23-06-1984 t/m 29-09-1984 | Hitnotering: 23-06-1984 t/m 29-09-1984 | Hitnotering: 23-06-1984 t/m 29-09-1984 | Hitnotering: 23-06-1984 t/m 29-09-1984 | Hitnotering: 23-06-1984 t/m 29-09-1984 | Hitnotering: 23-06-1984 t/m 29-09-1984 | Hitnotering: 23-06-1984 t/m 29-09-1984 |
| Week                                   | 1                                      | 2                                      | 3                                      | 4                                      | 5                                      | 6                                      | 7                                      | 8                                      | 9                                      | 10                                     | 11                                     | 12                                     | 13                                     | 14                                     | 15                                     |                                        |
| -------------------------------------- | -------------------------------------- | -------------------------------------- | -------------------------------------- | -------------------------------------- | -------------------------------------- | -------------------------------------- | -------------------------------------- | -------------------------------------- | -------------------------------------- | -------------------------------------- | -------------------------------------- | -------------------------------------- | -------------------------------------- | -------------------------------------- | -------------------------------------- | -------------------------------------- |
| Nummer                                 | 34                                     | 9                                      | 6                                      | 1                                      | 1                                      | 1                                      | 2                                      | 1                                      | 1                                      | 2                                      | 4                                      | 6                                      | 10                                     | 20                                     | 39                                     | uit                                    |

### TROS Top 50
Hitnotering: 21-06-1984 t/m 20-09-1984. Hoogste notering: #1 (3 weken).

### TROS Europarade
Hitnotering: 24-06-1984 t/m 08-10-1984. Hoogste notering: #1 (3 weken).

### NPO Radio 2 Top 2000
| Nummer met noteringen in de NPO Radio 2 Top 2000 | '07  | '08 | '09  | '10  | '11  | '12  | '13  | '14  | '15  | '16  | '17  | '18  | '19  | '20  | '21  | '22  | '23  | '24  |
| ------------------------------------------------ | ---- | --- | ---- | ---- | ---- | ---- | ---- | ---- | ---- | ---- | ---- | ---- | ---- | ---- | ---- | ---- | ---- | ---- |
| Two Tribes                                       | 1687 | -   | 1663 | 1729 | 1940 | 1506 | 1597 | 1548 | 1519 | 1608 | 1600 | 1606 | 1650 | 1970 | 1880 | 1735 | 1900 | 1847 |

1. ↑  Een '-' betekent dat het nummer niet was genoteerd en een vetgedrukt getal geeft de hoogste notering aan.
2. ↑  2007 was het eerste jaar met een notering voor dit nummer.